# Sindrome di Gardner
Per  Sindrome di Gardner  in campo medico, si intende una sindrome di natura genetica, caratterizzata dalla presenza di polipi multipli di tipo adenomatoso (generalmente 200-1000, prevalentemente nell'intestino crasso), osteomi multipli (frequentemente alla mandibola), fibromatosi e Iperplasia Epitelio Retinica; è una variante della Poliposi Adenomatosa Familiare (FAP).

## Epidemiologia
La sindrome può manifestarsi a qualunque età, sia nella prima infanzia che dopo il settimo decennio di età.

## Sintomatologia
I polipi sono presenti nell'intestino crasso, essi possono evolversi in natura maligna, il periodo peggiore della persona è nell'adolescenza quando tali polipi (la cui presenza varia da 100 a 1000) si possono trasformare in un carcinoma, un tumore di forma maligna.